# Spaladium Arena
Spaladium Arena je višenamjenska športska dvorana u Splitu. Izgrađena je za potrebe Svjetskog prvenstva u rukometu 2009. Smještena je između vojne luke Lora te Brodogradilišta Split. Arena je bila domaćin Europskoga vaterpolskoga prvenstva 2022.
Bruto je površine 28 500 m². Dvorana ima do 10 941 sjedećih mjesta na betonskim tribinama, ložama i teleskopskim tribinama, uz mogućnost djelomična pregrađivanja za odvijanje manjih događaja. Uz veliku postoji još i manja dvorana površine 4 100 m², sa 150 sjedećih mjesta. Namijenjena je za niz športova odnosno za pripreme, treninge i sl. Dimenzije igrališta su: 40 x 20 m. 
Spaladium Arena sastavni je dio Spaladium Centra koji osim športskoga, sadržava i ugostiteljske, zabavne i poslovne sadržaje. Zdanje je građeno po autorskom arhitektonskom rješenju studija 3LHD iz Zagreba. Projekt izgradnje Spaladium Centra izrađen je po modelu javno-privatnog partnerstva.